# Mistrzostwa Świata w Piłce Nożnej 2022 (eliminacje strefy CAF)

## Wstęp
Strefa CAF posiada zapewnione pięć miejsc na Mistrzostwach Świata 2022.
Kwalifikacje zostały podzielone na następujące rundy:
- Pierwsza runda: Najsłabsze zespoły strefy według rankingu FIFA (miejsca 27-54; niżej przedstawione zostało, które zespoły zaczynają od jakiej rundy) zostaną podzielone na pary. Każda para rozegra dwumecz i zwycięzca tego dwumeczu awansuje do rundy drugiej.
- Druga runda: 26 zespołów + 14 zwycięzców par z pierwszej rundy zostanie podzielonych na 10 grup po 4 drużyny. Zwycięzcy grup awansują do rundy trzeciej.
- Trzecia runda: 10 drużyn zostanie podzielonych na pary. Każda para rozegra dwumecz i zwycięzca tego dwumeczu awansuje na Mistrzostwa Świata 2022.

## Rozstawienie
| Miejsca 1-26 Zespoły zaczynają od drugiej rundy. | Miejsca 1-26 Zespoły zaczynają od drugiej rundy. | Miejsce 27-54 Zespoły zaczynają od pierwszej rundy. | Miejsce 27-54 Zespoły zaczynają od pierwszej rundy. |
| --- | --- | --- | --- |
| 1. Senegal 2. Tunezja 3. Nigeria 4. Algieria 5. Maroko 6. Egipt 7. Ghana 8. Kamerun 9. Demokratyczna Republika Konga 10. Wybrzeże Kości Słoniowej 11. Mali 12. Burkina Faso 13. Południowa Afryka | 1. Gwinea 2. Republika Zielonego Przylądka 3. Uganda 4. Zambia 5. Benin 6. Gabon 7. Kongo 8. Madagaskar 9. Niger 10. Libia 11. Mauretania 12. Kenia 13. Republika Środkowoafrykańska | 1. Zimbabwe 2. Sierra Leone 3. Mozambik 4. Namibia 5. Angola 6. Gwinea Bissau 7. Malawi 8. Togo 9. Sudan 10. Rwanda 11. Tanzania 12. Gwinea Równikowa 13. Eswatini 14. Lesotho | 1. Komory 2. Botswana 3. Burundi 4. Etiopia 5. Liberia 6. Mauritius 7. Gambia 8. Sudan Południowy 9. Czad 10. Wyspy Świętego Tomasza i Książęca 11. Seszele 12. Dżibuti 13. Somalia 14. Erytrea |

## Terminarz
| Runda          | Faza           | Termin             |
| -------------- | -------------- | ------------------ |
| Pierwsza runda | Pierwsze mecze | 4-7 września 2019  |
| Pierwsza runda | Rewanże        | 8-10 września 2019 |

| Runda       | Nr kolejki | Termin                  |
| ----------- | ---------- | ----------------------- |
| Druga runda | 1.         | 1-4 września 2021       |
| Druga runda | 2.         | 11-14 czerwca 2021      |
| Druga runda | 3.         | 6-9 października 2021   |
| Druga runda | 4.         | 10-12 października 2021 |
| Druga runda | 5.         | 11-13 listopada 2021    |
| Druga runda | 6.         | 14-16 listopada 2021    |

| Runda         | Nr kolejki     | Termin        |
| ------------- | -------------- | ------------- |
| Trzecia runda | Pierwsze mecze | 25 marca 2022 |
| Trzecia runda | Rewanże        | 29 marca 2022 |

## Pierwsza runda
W tej rundzie, 28 najniżej notowanych drużyn ze strefy CAF według rankingu FIFA z lipca 2019 zostanie rozlosowanych w 14 par, które zagrają ze sobą w systemie mecz i rewanż. Zwycięzcy dwumeczów uzyskają awans do drugiej rundy eliminacji.

### Koszyki
Pogrubiono zwycięzców dwumeczów
| Koszyk A | Koszyk B |
| --- | --- |
| 1. Zimbabwe (112) 2. Sierra Leone (114) 3. Mozambik (116) 4. Namibia (121) 5. Angola (122) 6. Gwinea Bissau (123) 7. Malawi (126) 8. Togo (128) 9. Sudan (129) 10. Rwanda (133) 11. Tanzania (137) 12. Gwinea Równikowa (139) 13. Eswatini (139) 14. Lesotho (144) | 1. Komory (146) 2. Botswana (147) 3. Burundi (148) 4. Etiopia (150) 5. Liberia (152) 6. Mauritius (157) 7. Gambia (161) 8. Sudan Południowy (169) 9. Czad (175) 10. Wyspy Świętego Tomasza i Książęca (185) 11. Seszele (192) 12. Dżibuti (195) 13. Somalia (202) 14. Erytrea (202) |

### Mecze
| 4 września 2019 16:00 (EAT) | Etiopia | 0:0(0:0)Raport | Lesotho | Bahir Dar Stadium, Bahyr Dar Sędzia: Mohamed Maarouf |
|                             |         |                |         |                                                      |

| 9 września 2019 16:00 (CAT) | Lesotho · Seturumane 56' | 1:1(0:0)Raport | Etiopia · 50' (sam.) Lerotholi | Setsoto Stadium, Maseru Widzów: 10 000 Sędzia: Messie Nkounkou |
|                             |                          |                |                                |                                                                |

- Etiopia zremisowała w dwumeczu 1−1, ale dzięki bramkom zdobytym na wyjeździe awansowała do drugiej rundy.

| 5 września 2019 18:00 (EAT) | Somalia · Shakunda 86' | 1:0(0:0)Raport | Zimbabwe | El Hadj Hassan Gouled Aptidon Stadium, Dżibuti (Dżibuti) Widzów: 4 000 Sędzia: Alfred Pousri Armi |
|                             |                        |                |          |                                                                                                   |

| 8 września 2019 15:00 (CAT) | Zimbabwe · Munetsi 77' · Muskwe 86' · Billiat 90' | 3:1(0:0)Raport | Somalia · 85' Mohamed | Stadion Narodowy w Zimbabwe, Harare Sędzia: Andofetra Rakotojaona |
|                             |                                                   |                |                       |                                                                   |

- Zimbabwe wygrało w dwumeczu 3−2 i awansowało do drugiej rundy.

| 4 września 2019 16:00 (EAT) | Erytrea · Sulieman 65' | 1:2(0:0)Raport | Namibia · 50' Shalulile · 58' (sam.) Tesfay | Denden Stadium, Asmara Sędzia: Mohamed Ali Moussa |
|                             |                        |                |                                             |                                                   |

| 10 września 2019 19:00 (CAT) | Namibia · Iimbondi 25' · Shalulile 90+2' | 2:0(1:0)Raport | Erytrea | Sam Nujoma Stadium, Windhuk Widzów: 6 000 Sędzia: Roland Danon |
|                              |                                          |                |         |                                                                |

- Namibia wygrała w dwumeczu 4−1 i awansowała do drugiej rundy.

| 4 września 2019 15:00 (CAT) | Burundi · Amissi 81' | 1:1(0:0)Raport | Tanzania · 85' Msuva | Prince Louis Rwagasore Stadium, Bużumbura Sędzia: Kokou Ntalé |
|                             |                      |                |                      |                                                               |

| 8 września 2019 16:00 (EAT) | Tanzania · Samatta 29' | 1:1 k. 3:0(1:1, 1:1, 1:1)Raport | Burundi · 45+2' Abdul Razak | Stadion Narodowy w Tanzanii, Dar es Salaam Sędzia: Norman Matemera |
|                             |                        |                                 |                             |                                                                    |
|                             |                        | Rzuty karne                     |                             |                                                                    |
| Nyoni · Mao · Kamagi        |                        | Ngandu · Berahino · Bigirimana  |                             |                                                                    |

- Tanzania zremisowała w dwumeczu 2−2 i dzięki zwycięstwu w rzutach karnych awansowała do drugiej rundy.

| 4 września 2019 18:00 (EAT) | Dżibuti · Mahabeh 45+4' (k.) · Idleh 74' | 2:1(1:0)Raport | Eswatini · 56' Mamba | El Hadj Hassan Gouled Aptidon Stadium, Dżibuti Widzów: 10 000 Sędzia: Slim Belakhouas |
|                             |                                          |                |                      |                                                                                       |

| 10 września 2019 15:00 (CAT) | Eswatini | 0:0(0:0)Raport | Dżibuti | Mavuso Sports Centre, Manzini Widzów: 2 000 Sędzia: Beida Dahane |
|                              |          |                |         |                                                                  |

- Dżibuti wygrało w dwumeczu 2−1 i awansowało do drugiej rundy.

| 7 września 2019 16:00 (CAT) | Botswana | 0:0(0:0)Raport | Malawi | Francistown Stadium, Francistown Widzów: 9 000 Sędzia: Anthony Ogwayo |
|                             |          |                |        |                                                                       |

| 10 września 2019 14:00 (CAT) | Malawi · Phiri 81' (k.) | 1:0(0:0)Raport | Botswana | Kamuzu Stadium, Blantyre Widzów: 10 000 Sędzia: Souleiman Djama |
|                              |                         |                |          |                                                                 |

- Malawi wygrało w dwumeczu 1−0 i awansowało do drugiej rundy.

| 6 września 2019 17:00 (GMT) | Gambia | 0:1(0:1)Raport | Angola · 31' Gaspar | Independence Stadium, Bakau Widzów: 24 000 Sędzia: Quadri Adebimpe |
|                             |        |                |                     |                                                                    |

| 10 września 2019 16:00 (WAT) | Angola · Geraldo 41' · Abreu 68' | 2:1(1:0)Raport | Gambia · 65' Ceesay | Estádio 11 de Novembro, Luanda Sędzia: Jean-Marc Ganamandji |
|                              |                                  |                |                     |                                                             |

- Angola wygrała w dwumeczu 3−1 i awansowała do drugiej rundy.

| 4 września 2019 18:00 (GMT) | Liberia · Tisdell 18' (k.) · Sangare 82' (k.) · Johnson 88' | 3:1(1:0)Raport | Sierra Leone · 56' Quee | Samuel Kanyon Doe Sports Complex, Paynesville Widzów: 25 000 Sędzia: Louis Houngnandande |
|                             |                                                             |                |                         |                                                                                          |

| 8 września 2019 16:30 (GMT) | Sierra Leone · Kamara 55' | 1:0(0:0)Raport | Liberia | Siaka Stevens Stadium, Freetown Widzów: 30 000 Sędzia: Jean Ouattara |
|                             |                           |                |         |                                                                      |

- Liberia wygrała w dwumeczu 3−2 i awansowała do drugiej rundy.

| 4 września 2019 18:30 (MUT) | Mauritius | 0:1(0:1)Raport | Mozambik · 10' Telinho | Stade Anjalay, Belle Vue Sędzia: Georges Gatogato |
|                             |           |                |                        |                                                   |

| 10 września 2019 16:00 (CAT) | Mozambik · Clésio 6' · Catamo 77' (k.) | 2:0(1:0)Raport | Mauritius | Estádio do Zimpeto, Maputo Sędzia: Brian Miiro |
|                              |                                        |                |           |                                                |

- Mozambik wygrał w dwumeczu 3−0 i awansował do drugiej rundy.

| 4 września 2019 15:30 (GMT) | Wyspy Świętego Tomasza i Książęca | 0:1(0:0)Raport | Gwinea Bissau · 85' (k.) Mendes | Estádio Nacional 12 de Julho, São Tomé Sędzia: João Goma |
|                             |                                   |                |                                 |                                                          |

| 10 września 2019 16:30 (GMT) | Gwinea Bissau · Mendes 66', 77' | 2:1(0:1)Raport | Wyspy Świętego Tomasza i Książęca · 12' Iniesta | Estádio 24 de Setembro, Bissau Widzów: 14 500 Sędzia: Daudu Williams |
|                              |                                 |                |                                                 |                                                                      |

- Gwinea Bissau wygrała w dwumeczu 3−1 i awansowała do drugiej rundy.

| 4 września 2019 16:00 (CAT) | Sudan Południowy · Kata 75' (sam.) | 1:1(0:1)Raport | Gwinea Równikowa · 34' Meseguer | Al-Hilal Stadium, Omdurman Sędzia: Abdulwahid Huraywidah |
|                             |                                    |                |                                 |                                                          |

| 8 września 2019 17:00 (WAT) | Gwinea Równikowa · Nsue 72' | 1:0(0:0)Raport | Sudan Południowy | Nuevo Estadio de Malabo, Malabo Sędzia: Mahmood Ali Ismail |
|                             |                             |                |                  |                                                            |

- Gwinea Równikowa wygrała w dwumeczu 2−1 i awansowała do drugiej rundy.

| 6 września 2019 15:00 (EAT) | Komory · Djoudja 49' | 1:1(0:1)Raport | Togo · 34' Laba | Stade de Moroni, Moroni Widzów: 6 200 Sędzia: Elly Sasii |
|                             |                      |                |                 |                                                          |

| 10 września 2019 16:00 (GMT) | Togo · M’Dahoma 10' (sam.) · Sunu 71' | 2:0(1:0)Raport | Komory | Stade de Kégué, Lomé Widzów: 13 000 Sędzia: Pierre Atcho |
|                              |                                       |                |        |                                                          |

- Togo wygrało w dwumeczu 3−1 i awansowało do drugiej rundy.

| 5 września 2019 15:30 (WAT) | Czad · Ndouassel 85' (k.) | 1:3(0:1)Raport | Sudan · 13', 67', 74' Agab | Stade Omnisports Idriss Mahamat Ouya, Ndżamena Sędzia: Bangaly Konate |
|                             |                           |                |                            |                                                                       |

| 10 września 2019 19:00 (CAT) | Sudan | 0:0(0:0)Raport | Czad | Al-Merrikh Stadium, Omdurman Sędzia: Nelson Fred |
|                              |       |                |      |                                                  |

- Sudan wygrał w dwumeczu 3−1 i awansował do drugiej rundy.

| 5 września 2019 16:00 (SCT) | Seszele | 0:3(0:2)Raport | Rwanda · 32' Hakizimana · 36' Mukunzi · 80' Kagere | Stade Linité, Victoria Widzów: 1 300 Sędzia: Belay Tadesse |
|                             |         |                |                                                    |                                                            |

| 10 września 2019 18:00 (WAT) | Rwanda · Bizimana 16' · Kagere 27', 51' · Tuyisenge 29', 34' · Mukunzi 57' · Hakizimana 79' | 7:0(4:0)Raport | Seszele | Stade Régional Nyamirambo, Kigali Widzów: 6 000 Sędzia: Tsegay Mogos |
|                              |                                                                                             |                |         |                                                                      |

- Rwanda wygrała w dwumeczu 10−0 i awansowała do drugiej rundy.

## Druga runda
W tej rundzie weźmie udział 26 zespołów + 14 zwycięzców par z pierwszej rundy, zostały rozlosowane do dziesięciu czterozespołowych grup, w których każdy zagra ze sobą w systemie mecz i rewanż. Zwycięzcy grup uzyskają awans do trzeciej rundy. Losowanie grup odbyło się 21 stycznia 2020 roku.
Mecze odbędą się w okresie od 1 września 2021 roku do 16 listopada 2021 roku.

### Koszyki
Koszyki zostały ustalone na podstawie rankingu FIFA z dnia 19 grudnia 2019 roku.
| Koszyk 1 | Koszyk 2 | Koszyk 3 | Koszyk 4                                                                                              |
| --- | --- | --- | --- |
| - Senegal - Tunezja - Nigeria - Algieria - Maroko - Ghana - Egipt - Kamerun - Mali - Demokratyczna Republika Konga | - Burkina Faso - Wybrzeże Kości Słoniowej - Południowa Afryka - Gwinea - Uganda - Republika Zielonego Przylądka - Gabon - Benin - Zambia - Kongo | - Madagaskar - Mauretania - Libia - Mozambik - Kenia - Republika Środkowoafrykańska - Zimbabwe - Niger - Namibia - Gwinea Bissau | - Malawi - Angola - Togo - Sudan - Rwanda - Tanzania - Gwinea Równikowa - Etiopia - Liberia - Dżibuti |

Legenda:
- Msc. – miejsce,
- M – liczba rozegranych meczów,
- W – mecze wygrane,
- R – mecze zremisowane,
- P – mecze przegrane,
- Br+ – bramki zdobyte,
- Br- – bramki stracone,
- Pkt. – punkty (3 za zwycięstwo, 1 za remis, 0 za porażkę)

### Grupa A
| Lp. | Drużyna      | M | Mecze | Mecze | Mecze | Bramki | Bramki | Bramki | Pkt |
| Lp. | Drużyna      | M | W     | R     | P     | +      | −      | +/−    | Pkt |
| --- | ------------ | - | ----- | ----- | ----- | ------ | ------ | ------ | --- |
| 1.  | Algieria     | 6 | 4     | 2     | 0     | 25     | 4      | +21    | 14  |
| 2.  | Burkina Faso | 6 | 3     | 3     | 0     | 12     | 4      | +8     | 12  |
| 3.  | Niger        | 6 | 2     | 1     | 3     | 13     | 17     | −4     | 7   |
| 4.  | Dżibuti      | 6 | 0     | 0     | 6     | 4      | 29     | −25    | 0   |

### Grupa B
| Lp. | Drużyna          | M | Mecze | Mecze | Mecze | Bramki | Bramki | Bramki | Pkt |
| Lp. | Drużyna          | M | W     | R     | P     | +      | −      | +/−    | Pkt |
| --- | ---------------- | - | ----- | ----- | ----- | ------ | ------ | ------ | --- |
| 1.  | Tunezja          | 6 | 4     | 1     | 1     | 11     | 2      | +9     | 13  |
| 2.  | Gwinea Równikowa | 6 | 3     | 2     | 1     | 6      | 5      | +1     | 11  |
| 3.  | Zambia           | 6 | 2     | 1     | 3     | 8      | 9      | −1     | 7   |
| 4.  | Mauretania       | 6 | 0     | 2     | 4     | 2      | 11     | −9     | 2   |

### Grupa C
| Lp. | Drużyna                       | M | Mecze | Mecze | Mecze | Bramki | Bramki | Bramki | Pkt |
| Lp. | Drużyna                       | M | W     | R     | P     | +      | −      | +/−    | Pkt |
| --- | ----------------------------- | - | ----- | ----- | ----- | ------ | ------ | ------ | --- |
| 1.  | Nigeria                       | 6 | 4     | 1     | 1     | 9      | 3      | +6     | 13  |
| 2.  | Republika Zielonego Przylądka | 6 | 3     | 2     | 1     | 8      | 6      | +2     | 11  |
| 3.  | Liberia                       | 6 | 2     | 0     | 4     | 5      | 8      | −3     | 6   |
| 4.  | Republika Środkowoafrykańska  | 6 | 1     | 1     | 4     | 4      | 9      | −5     | 4   |

### Grupa D
| Lp. | Drużyna                  | M | Mecze | Mecze | Mecze | Bramki | Bramki | Bramki | Pkt |
| Lp. | Drużyna                  | M | W     | R     | P     | +      | −      | +/−    | Pkt |
| --- | ------------------------ | - | ----- | ----- | ----- | ------ | ------ | ------ | --- |
| 1.  | Kamerun                  | 6 | 5     | 0     | 1     | 12     | 3      | +9     | 15  |
| 2.  | Wybrzeże Kości Słoniowej | 6 | 4     | 1     | 1     | 10     | 3      | +7     | 13  |
| 3.  | Mozambik                 | 6 | 1     | 1     | 4     | 2      | 8      | −6     | 4   |
| 4.  | Malawi                   | 6 | 1     | 0     | 5     | 2      | 12     | −10    | 3   |

### Grupa E
| Lp. | Drużyna | M | Mecze | Mecze | Mecze | Bramki | Bramki | Bramki | Pkt |
| Lp. | Drużyna | M | W     | R     | P     | +      | −      | +/−    | Pkt |
| --- | ------- | - | ----- | ----- | ----- | ------ | ------ | ------ | --- |
| 1.  | Mali    | 6 | 5     | 1     | 0     | 11     | 0      | +11    | 16  |
| 2.  | Uganda  | 6 | 2     | 3     | 1     | 3      | 2      | +1     | 9   |
| 3.  | Kenia   | 6 | 1     | 3     | 2     | 4      | 9      | −5     | 6   |
| 4.  | Rwanda  | 6 | 0     | 1     | 5     | 2      | 9      | −7     | 1   |

### Grupa F
| Lp. | Drużyna | M | Mecze | Mecze | Mecze | Bramki | Bramki | Bramki | Pkt |
| Lp. | Drużyna | M | W     | R     | P     | +      | −      | +/−    | Pkt |
| --- | ------- | - | ----- | ----- | ----- | ------ | ------ | ------ | --- |
| 1.  | Egipt   | 6 | 4     | 2     | 0     | 10     | 4      | +6     | 14  |
| 2.  | Gabon   | 6 | 2     | 1     | 3     | 7      | 8      | −1     | 7   |
| 3.  | Libia   | 6 | 2     | 1     | 3     | 4      | 7      | −3     | 7   |
| 4.  | Angola  | 6 | 1     | 2     | 3     | 6      | 8      | −2     | 5   |

### Grupa G
| Lp. | Drużyna           | M | Mecze | Mecze | Mecze | Bramki | Bramki | Bramki | Pkt |
| Lp. | Drużyna           | M | W     | R     | P     | +      | −      | +/−    | Pkt |
| --- | ----------------- | - | ----- | ----- | ----- | ------ | ------ | ------ | --- |
| 1.  | Ghana             | 6 | 4     | 1     | 1     | 7      | 3      | +4     | 13  |
| 2.  | Południowa Afryka | 6 | 4     | 1     | 1     | 6      | 2      | +4     | 13  |
| 3.  | Etiopia           | 6 | 1     | 2     | 3     | 4      | 7      | −3     | 5   |
| 4.  | Zimbabwe          | 6 | 0     | 2     | 4     | 2      | 7      | −5     | 2   |

### Grupa H
| Lp. | Drużyna | M | Mecze | Mecze | Mecze | Bramki | Bramki | Bramki | Pkt |
| Lp. | Drużyna | M | W     | R     | P     | +      | −      | +/−    | Pkt |
| --- | ------- | - | ----- | ----- | ----- | ------ | ------ | ------ | --- |
| 1.  | Senegal | 6 | 5     | 1     | 0     | 15     | 4      | +11    | 16  |
| 2.  | Togo    | 6 | 2     | 2     | 2     | 5      | 6      | −1     | 8   |
| 3.  | Namibia | 6 | 1     | 2     | 3     | 5      | 10     | −5     | 5   |
| 4.  | Kongo   | 6 | 0     | 3     | 3     | 5      | 10     | −5     | 3   |

### Grupa I
| Lp. | Drużyna       | M | Mecze | Mecze | Mecze | Bramki | Bramki | Bramki | Pkt |
| Lp. | Drużyna       | M | W     | R     | P     | +      | −      | +/−    | Pkt |
| --- | ------------- | - | ----- | ----- | ----- | ------ | ------ | ------ | --- |
| 1.  | Maroko        | 6 | 6     | 0     | 0     | 20     | 1      | +19    | 18  |
| 2.  | Gwinea Bissau | 6 | 1     | 3     | 2     | 5      | 11     | −6     | 6   |
| 3.  | Gwinea        | 6 | 0     | 4     | 2     | 5      | 11     | −6     | 4   |
| 4.  | Sudan         | 6 | 0     | 3     | 3     | 5      | 12     | −7     | 3   |

### Grupa J
| Lp. | Drużyna                       | M | Mecze | Mecze | Mecze | Bramki | Bramki | Bramki | Pkt |
| Lp. | Drużyna                       | M | W     | R     | P     | +      | −      | +/−    | Pkt |
| --- | ----------------------------- | - | ----- | ----- | ----- | ------ | ------ | ------ | --- |
| 1.  | Demokratyczna Republika Konga | 6 | 3     | 2     | 1     | 9      | 3      | +6     | 11  |
| 2.  | Benin                         | 6 | 3     | 1     | 2     | 5      | 4      | +1     | 10  |
| 3.  | Tanzania                      | 6 | 2     | 2     | 2     | 6      | 8      | −2     | 8   |
| 4.  | Madagaskar                    | 6 | 1     | 1     | 4     | 4      | 9      | −5     | 4   |

## Trzecia runda
W tej rundzie weźmie udział 10 zespołów z poprzedniej rundy, zostaną rozlosowane w 5 par, które zagrają ze sobą w systemie mecz i rewanż. Zwycięzcy dwumeczów uzyskają awans na Mistrzostwa Świata 2022.

### Koszyki
Koszyki zostały ustalone na podstawie rankingu FIFA z dnia 19 listopada 2021 roku.
| Koszyk 1                                                                        | Koszyk 2                                                                                       |
| ------------------------------------------------------------------------------- | ---------------------------------------------------------------------------------------------- |
| 1. Senegal (20) 2. Maroko (28) 3. Tunezja (29) 4. Algieria (32) 5. Nigeria (36) | 1. Egipt (45) 2. Kamerun (50) 3. Ghana (52) 4. Mali (53) 5. Demokratyczna Republika Konga (64) |

### Mecze
| 25 marca 2022 20:30 (CET) | Egipt · Ciss 4' (sam.) | 1:0(1:0)Raport | Senegal | Stadion Międzynarodowy w Kairze, Kair Sędzia: Jean Jacques Ndala |
|                           |                        |                |         |                                                                  |

| 29 marca 2022                          | Senegal · Dia 3' | 1:0 (dogr.) k. 3:1(1:0, 1:0, 1:0)Raport | Egipt | Stade Abdoulaye-Wade, Dakar Sędzia: Mustapha Ghorbal |
|                                        |                  |                                         |       |                                                      |
|                                        |                  | Rzuty karne                             |       |                                                      |
| Koulibaly · Ciss · Sarr · Dieng · Mané |                  | Salah · Sayed · El Solia · Mohamed      |       |                                                      |

- Senegal zremisował w dwumeczu 1−1 i dzięki zwycięstwu w rzutach karnych awansował na Mistrzostwa Świata.

| 25 marca 2022 18:00 (CET) | Kamerun | 0:1(0:1)Raport | Algieria · 40' Slimani | Paul Biya Stadium, Jaunde Sędzia: Joshua Bondo |
|                           |         |                |                        |                                                |

| 29 marca 2022 | Algieria · Touba 118' | 1:2 (dogr.)(0:1, 0:1, 0:1)Raport | Kamerun · 22' Choupo-Moting · 120+4' Toko Ekambi | Stade Mustapha Tchaker, Al-Bulajda Sędzia: Bakary Gassama |
|               |                       |                                  |                                                  |                                                           |

- Kamerun zremisował w dwumeczu 2−2, ale dzięki bramkom zdobytym na wyjeździe awansował na Mistrzostwa Świata.

| 25 marca 2022 20:30 (CET) | Ghana | 0:0(0:0)Raport | Nigeria | Cape Coast Sports Stadium, Cape Coast Sędzia: Redouane Jiyed |
|                           |       |                |         |                                                              |

| 29 marca 2022 | Nigeria · Troost-Ekong 22' (k.) | 1:1(1:1)Raport | Ghana · 10' Partey | Abuja Stadium, Abudża Sędzia: Sadok Selmi |
|               |                                 |                |                    |                                           |

- Ghana zremisowała w dwumeczu 1−1, ale dzięki bramkom zdobytym na wyjeździe awansowała na Mistrzostwa Świata.

| 25 marca 2022 | Demokratyczna Republika Konga · Wissa 12' | 1:1(1:0)Raport | Maroko · 76' Tissoudali | Stade des Martyrs, Kinszasa Sędzia: Victor Gomes |
|               |                                           |                |                         |                                                  |

| 29 marca 2022 | Maroko · Ounahi 21', 54' · Tissoudali 45+7' · Hakimi 69' | 4:1(2:0)Raport | Demokratyczna Republika Konga · 77' Malango | Stade Moulay Abdellah, Rabat Sędzia: Pacifique Ndabihawenimana |
|               |                                                          |                |                                             |                                                                |

- Maroko wygrało w dwumeczu 5−2 i awansowało na Mistrzostwa Świata.

| 25 marca 2022 | Mali | 0:1(0:1)Raport | Tunezja · 36' (sam.) Sissako | Stade 26 mars, Bamako Sędzia: Bamlak Tessema Weyesa |
|               |      |                |                              |                                                     |

| 29 marca 2022 | Tunezja | 0:0(0:0)Raport | Mali | Stadion Olimpijski w Radisie, Radis Sędzia: Maguette N’Diaye |
|               |         |                |      |                                                              |

- Tunezja wygrała w dwumeczu 1−0 i awansowała na Mistrzostwa Świata.

## Strzelcy

### 8 goli
- Islam Slimani

### 5 goli
- Riyad Mahrez
- Ibrahima Koné
- Ayoub El Kaabi
- Victorien Adebayor
- Fashion Sakala

### 4 gole
- Abdoul Tapsoba
- Dieumerci Mbokani
- Joseph Mendes
- Ryan Mmaee
- Peter Shalulile
- Victor Osimhen
- Simon Msuva

### 3 gole
- Sofiane Feghouli
- Issoufou Dayo
- Ben Malango
- André Ayew
- Thomas Partey
- Éric Maxim Choupo-Moting
- Karl Toko Ekambi
- Michael Olunga
- Selim Amallah
- Imrân Louza
- Meddie Kagere
- Sadio Mané
- Ismaïla Sarr
- Ramadan Agab
- Euloge Placca Fessou
- Wahbi Khazri
- Fahad Bayo

### 2 gole
- Baghdad Bounedjah
- Zini
- Steve Mounié
- Mohamed Konaté
- Mohamed Magdy
- Mostafa Mohamed
- Getaneh Kebede
- Jim Allevinah
- Pierre-Emerick Aubameyang
- Mohamed Bayo
- Piqueti
- Saúl Coco
- Emilio Nsue
- Vincent Aboubakar
- Michael Ngadeu-Ngadjui
- Guy Mbenza
- Sanad Al Warfali
- Peter Wilson
- Njiva Rakotoharimalala
- Kalifa Coulibaly
- Adama M. Traoré
- Azzedine Ounahi
- Tarik Tissoudali
- Geny Catamo
- Issa Djibrilla
- Daniel Sosah
- Mohamed Wonkoye
- Kelechi Iheanacho
- Teboho Mokoena
- Stopira
- Júlio Tavares
- Muhadjiri Hakizimana
- Yannick Mukunzi
- Jacques Tuyisenge
- Boulaye Dia
- Mohamed Abdel Rahman
- Ellyes Skhiri
- Max Gradel
- Sébastien Haller

### 1 gol
- Youcef Belaïli
- Ismaël Bennacer
- Saïd Benrahma
- Ramy Bensebaini
- Aïssa Mandi
- Ahmed Touba
- Ramiz Zerrouki
- Fabio Abreu
- Jonathan Buatu
- Hélder Costa
- Geraldo
- M’Bala Nzola
- Ary Papel
- Wilson
- Jordan Adéoti
- Jodel Dossou
- Issa Kaboré
- Zakaria Sanogo
- Lassina Traoré
- Fiston Abdul Razak
- Cédric Amissi
- Ezechiel Ndouassel
- Chadrac Akolo
- Nathan Fasika
- Gaël Kakuta
- Yoane Wissa
- Youssouf Abdi Ahmed
- Anas Farah Ali
- Warsama Hassan
- Hamza Abdi Idleh
- Yabe Siad Isman
- Mahdi Houssein Mahabeh
- Ahmed Abou El Fotouh
- Mohamed Elneny
- Omar Marmoush
- Ramadan Sobhi
- Akram Tawfik
- Ali Sulieman
- Abubeker Nassir
- Aschalew Tamene
- Simboniso Mamba
- To Carneiro
- Axel Méyé
- André Biyogo Poko
- Assan Ceesay
- Mohammed Kudus
- Wakaso Mubarak
- François Kamano
- Mamadou Kané
- José Kanté
- Mama Baldé
- Frédéric Mendy
- Federico Bikoro
- Pablo Ganet
- Ibán
- Luis Meseguer
- André Anguissa
- Moumi Ngamaleu
- Richard Odada
- Ibroihim Djoudja
- Silvère Ganvoula M’boussy
- Tsepo Seturumane
- Van-Dave Harmon
- Sam Johnson
- Marcus Macauley
- Mohammed Sangare
- Kpah Sherman
- Terrence Tsidell
- Omar Al Khouja
- Ali Salama
- Hakim Abdallah
- Thomas Fontaine
- Richard Mbulu
- Khuda Muyaba
- Gerald Phiri Jr.
- Moussa Djenepo
- Moussa Doumbia
- Nayef Aguerd
- Achraf Hakimi
- Aboubakar Kamara
- Mamadou Niass
- Telinho
- Clésio
- Charles Hambira
- Absalom Iimbodi
- Joslin Kamatuka
- Elmo Kambindu
- Youssouf Oumarou
- Amadou Sabo
- Leon Balogun
- Ahmed Musa
- William Troost-Ekong
- Bongokuhle Hlongwane
- Evidence Makgopa
- Mothobi Mvala
- Karl Namnganda
- Isaac Ngoma
- Tresór Toropité
- Ryan Mendes
- Jamiro Monteiro
- Garry Mendes Rodrigues
- Dylan Tavares
- Djihad Bizimana
- Olivier Niyonzima
- Abdul Rwatubyaye
- Keita Baldé Diao
- Abdou Diallo
- Habib Diallo
- Idrissa Gueye
- Kwame Quee
- Kei Kamara
- Anwar Sidali Shakunda
- Omar Mohamed
- Ahmed Al-Tash
- Amir Kamal
- Seif Teiri
- Novatus Dismas
- Erasto Nyoni
- Feisal Salum
- Mbwana Samatta
- Kévin Denkey
- Kodjo Laba
- Gilles Sunu
- Anis Ben Slimane
- Dylan Bronn
- Mohamed Dräger
- Seifeddine Jaziri
- Aïssa Laïdoun
- Ali Maâloul
- Jérémie Boga
- Maxwel Cornet
- Franck Kessié
- Nicolas Pépé
- Ibrahim Sangaré
- Jean Seri
- Iniesta
- Patson Daka
- Prince Mumba
- Enock Mwepu
- Khama Billiat
- Kudakwashe Mahachi
- Marshall Muntesi
- Admiral Muskwe
- Knowledge Musona

### Gole samobójcze
- Esey Tesfay (dla Namibii)
- Getaneh Kebede (dla Południowej Afryki)
- Johann Obiang (dla Egiptu)
- Niko Kata (dla Sudanu Południowego)
- Kassim M’Dahoma (dla Togo)
- Nkau Lerotholi (dla Etiopii)
- Limbikani Mzava (dla Mozambiku)
- Moussa Sissako (dla Tunezji)
- Charles Hambira (dla Konga)
- Youssouf Oumarou (dla Algierii)
- Zakariya Souleymane (dla Algierii)
- Kenny Rocha Santos (dla Nigerii)
- Saliou Ciss (dla Egiptu)
- Pape Abou Cissé (dla Toga)
- Abuaagla Ahmed (dla Maroka)
- Alaixys Romao (dla Konga)